# Frédérick Raynal
Pour les articles homonymes, voir Raynal.
 (décembre 2018).
Frédérick Raynal, né en 1966 à Brive-la-Gaillarde, en Corrèze, est l'une des figures du jeu vidéo français. Il a travaillé pour Infogrames, Adeline Software International, No Cliché et Ubisoft. Il a notamment donné naissance aux séries Alone in the Dark et Little Big Adventure, très grands succès des années 1990. Il est maintenant freelance et conçoit des objets électroniques ludiques et artistiques.

## Biographie

### Jeunesse
Frédérick Raynal naît en 1966. Son père, qui remarque le développement de la micro-informatique, ouvre une boutique d'informatique nommée Videomatique à Brive-la-Gaillarde alors que Raynal devient adolescent.
À 12 ans, Raynal commence à prendre des cours d'électronique par correspondance avec Eurelec. De l'électronique, il passe rapidement à l'informatique en commençant la programmation vers 1980-1981 à l'âge de 14 ans sur MK14, puis ZX80 et ZX81,.
Au cours de son adolescence, Raynal réalise plusieurs petits jeux amateurs pour lui-même, dont un jeu nommé Laser pour ZX81. Ce jeu ne sera pas commercialisé, contrairement à Robix sur EXL 100, qu'il réalise à l'âge de 18 ans. Ce jeu sera vendu à 80 exemplaires, dans la boutique de son père. Il réalise aussi des logiciels plus techniques, comme un émulateur Minitel pour Amstrad CPC compatible avec les modems Digitelec (le logiciel prend le nom de Minitelec et est commercialisé en 1986),.
À la fin du secondaire, Raynal obtient un Bac D (Mathématiques et Sciences de la nature), selon l'ancienne dénomination des baccalauréats français.

### Carrière engame design
Frédérick Raynal se fait connaître en 1988 pour la réalisation des graphismes du jeu PopCorn. Ce casse-brique distribué gratuitement fait sa renommée dans le monde du jeu vidéo. Il programme ensuite la version PC d'Alpha Waves (1990), un jeu de labyrinthe entièrement en 3D. Le portage est supporté par un PC de faible puissance (Intel 286).
Grâce à ces premiers succès, Raynal rencontre Bruno Bonnell, PDG d'Infogrames, qui l'embauche rapidement. Il donnera alors vie à Alone in the Dark. Ce jeu, sorti en 1992, est considéré comme l'un des premiers survival horror. C'est aussi le premier jeu vidéo à utiliser des personnages animés en véritable 3D, dans des décors en 2D statiques. Compte tenu de la puissance des ordinateurs de l'époque, l'idée semblait révolutionnaire.
Raynal ne participera toutefois pas aux autres épisodes de la série Alone in the Dark : à la suite d'un désaccord avec Bruno Bonnell, il quitte Infogrames avant la sortie du deuxième volet pour fonder Adeline Software International en 1993 avec d'autres anciens d'Infogrames : Yaël Barroz, Didier Chanfray, Serge Plagnol, Laurent Salmeron et Philippe Vachey.
En 1994, Adeline Software International sort son premier jeu, Little Big Adventure (souvent abrégé « LBA »). Il se vend à plus de 350 000 exemplaires, un chiffre rare pour l'époque. Viennent ensuite Time Commando (1996) et Little Big Adventure 2 (1997). En 1997, Adeline Software International est rachetée par Sega et devient No Cliché. La société développe alors deux jeux pour Dreamcast de 1999 à 2001, dont Toy Commander (1999) qui sort en Europe en même temps que la console. Toutefois, Sega décide d'arrêter la production de la Dreamcast début 2001 et No Cliché est alors obligée de fermer ses portes, abandonnant son troisième projet intitulé Agartha.

### Les années 2000
Le 13 mars 2006, Frédérick Raynal se voit remettre l'insigne de Chevalier dans l'Ordre des Arts et des Lettres.
Il est le parrain de la première promotion (2004-2006) de l'ENJMIN, une école publique située à Angoulême entièrement consacrée au jeu vidéo et aux médias interactifs numériques.
En 2010, après avoir été consultant dans de nombreuses sociétés[réf. nécessaire], Raynal travaille avec Ubisoft Montpellier sur Battle Tag, un projet de jeu laser qu'il présente à l'E3 2010.
Dans une interview faite par GOG.com en décembre 2011[source insuffisante], Raynal, Sébastien Vianney et Didier Chanfray déclarent travailler sur le remake de Little Big Adventure[pertinence contestée].
Dans une interview sur la chaîne Polo (Warp-Zone) sur Youtube, Raynal présente une démonstration d'un remake de son jeu Popcorn de 1988, sur Sega Megadrive, accompagné d'un périphérique "spinner" fait maison, qui sera mis en vente en même temps que le jeu.

## Jeux vidéo réalisés par Frédérick Raynal

### En étant indépendant
- Laser (1979)
- Robix[6],[2] (1986)
- PopCorn (1988)

### Avec Infogrames
- Drakkhen (1989)
- Alpha Waves (1991) (portage sur PC d'un jeu Atari ST de Christophe de Dinechin)
- Alone in the Dark (1992)

### Avec Adeline Software International
- Little Big Adventure (1994)
- Time Commando (1996)
- Little Big Adventure 2 (1997)

### Avec No Cliché
- Toy Commander (1999)
- Toy Racer (2000)
- Agartha (annulé)

### Avec F4
- Trium Planeta[11] (annulé)

### Depuis 2006
- Soul Bubbles (2008) – En tant que consultant[12]
- Battle Tag (2010)
- Treasure Hunters Institute[13] (annulé)
- bOxOn (2011)
- 10000 Chests (2012)
- Lucky Pirate (2013)
- 2Dark (2017)

## Décorations
- Officier de l'ordre des Arts et des Lettres Il est promu au grade d’officier le 17 janvier 2013[14].